# نادي ماريبور
نادي ماريبور لكرة القدم (بالإنجليزية: Football Club Maribor)‏ نادي كرة قدم سلوفيني مقره في مدينة ماريبور، ويلعب في دوري الدرجة الممتازة. تم تأسيس النادي في سنة 1960. يلعب الفريق في ملعب حديقة الشعب ويتسع ل12,994 متفرج.

## وصلات خارجية
- الموقع الرسمي (بالسلوفينية)
- الموقع الرسمي للمشجعين (بالسلوفينية)